# Johann Georg Heyse
Johann Georg Heyse (* 1778; † 10. März 1833 in Frankfurt am Main) war ein deutscher Buchhändler und Verleger.

## Biografie
Heyse begründete 1800 in Bremen eine Buchhandlung mit angegliederter Druckerei und verlegte hier zahlreiche bremische Lokalschriften, eine große biblisch-asiatische Literaturgeschichte, die Fortsetzungen zu Christian Gottlieb Jöchers Gelehrtenlexikon von Heinrich Wilhelm Rotermund, die Brenner-Lesebücher für den Schulunterricht, den Staats-Calender der freyen Hansestadt Bremen und die Bremer Zeitung sowie weitere naturwissenschaftliche, theologische und medizinische Schriften.
Nach seinem Tod übernahm sein Sohn Ludwig Wilhelm Heyse das Geschäft.